# Charlotte Engelhardt
Pour les articles homonymes, voir Engelhardt.
Charlotte Engelhardt, née à Strasbourg le 4 mai 1781 et morte dans la même ville le 26 décembre 1863, est une auteure de théâtre alsacien, également poète.

## Biographie
Née Schweighaeuser, elle est la fille du philologue et helléniste Jean Schweighaeuser, et sœur de l'archéologue Jean Geoffroy Schweighaeuser. Elle épousa en 1804 l'archéologue et homme de lettres Christian Maurice Engelhardt, chef de police à la mairie de Strasbourg et rédacteur de la version allemande du Code Napoléon, mais aussi connu pour ses calques du manuscrit du XIIe siècle Hortus Deliciarum, dont l'original fut détruit lors du bombardement de la ville de Strasbourg par les Prussiens, en 1870.

## Poèmes et contes
Elle écrivit des poèmes en alsacien et en allemand, inspirés par son amour des montagnes qu'elle parcourait avec son mari, dans les Alpes suisses et dans les Vosges. Aucun recueil de ses poèmes n'a été publié, et ses poèmes nous sont connus le sont sous forme de Lieder, tels Niedermünster, an die Kirneck im Walde, ou encore der Enzian vom Rigi im Stadtgärtchen. Elle fut inspirée aussi par les légendes orales, tel "das Riesenfräulein vom Nideck" (la petite géante du Nideck), conte recueilli d'un garde-forestier de la vallée de la Bruche qui fut publié par Jacob Grimm dans ses Deutsche Sagen (Contes allemands), (1816-1818).  Elle avait aussi beaucoup de talent pour écrire des comptines, qu'elle improvisait souvent. 

## Pièces de théâtre
Elle rédigea quelques Fraubasengespräche, qui sont des dialogues versifiés en alsacien, mettant en scène des femmes du peuple bavardant de sujets d'actualité. 